# Đá Chữ Thập
Đá Chữ Thập (tiếng Anh: Fiery Cross Reef hoặc North West Investigator Reef; tiếng Filipino: Kagitingan; tiếng Trung: 永暑礁; bính âm: Yǒngshǔ jiāo, Hán-Việt: Vĩnh Thử tiêu) là một rạn san hô thuộc cụm Nam Yết của quần đảo Trường Sa. Đá này nằm ở vị trí cách biệt với các thực thể khác của quần đảo, nằm về phía tây nam của bãi san hô Tizard (Tizard Bank) thuộc cụm Nam Yết và về phía đông bắc của cụm Trường Sa.
Đá Chữ Thập là đối tượng tranh chấp giữa Việt Nam, Đài Loan, Philippines và Trung Quốc. Sau Hải chiến Trường Sa 1988, Trung Quốc đã kiểm soát đá này.

## Đặc điểm
Đá có chiều dài tính theo trục đông bắc-tây nam là 14 hải lý (25,93 km) và chiều rộng là 4 hải lý (7,4 km); tổng diện tích đạt 110 km². Trừ một tảng đá cao 1 m nổi lên ở phần đuôi phía tây nam thì nhìn chung đá này chìm dưới nước khi thủy triều lên.

## Lịch sử
Theo nguồn tin của Trung Quốc, Ủy ban Hải dương học Liên chính phủ thuộc UNESCO ủng hộ về mặt ngoại giao và giao phó cho Trung Quốc xây dựng trạm quan sát trên biển tại quần đảo Trường Sa vào tháng 3 năm 1987. Nắm lấy thời cơ này, Trung Quốc bắt đầu khảo sát quần đảo Trường Sa ngay trong tháng 4 năm 1987 và quyết định chọn đá Chữ Thập làm nơi đóng quân vì đá này không những đủ lớn mà còn nằm xa các căn cứ đồn trú của các nước khác. Trong thời gian sau đó, Trung Quốc còn liên tục viếng thăm và tiến hành khảo sát nhiều thực thể địa lý hoang vu khác..
Ngày 31 tháng 1 năm 1988, Hải quân Nhân dân Việt Nam cử hai tàu chở vật liệu từ đá Tây đến xây dựng công trình tại đá Chữ Thập nhưng bị Hải quân Quân Giải phóng Nhân dân Trung Quốc chặn lại. Từ cuối tháng 2, Trung Quốc bắt đầu xây dựng căn cứ tại đây và hoàn tất việc tạo lập căn cứ vào tháng 7 cùng năm.

## Cơ sở hạ tầng
Trung Quốc đã xây dựng một toà nhà bê tông dài hơn 60 m trên đá Chữ Thập. Trên ngôi nhà có nhiều ăng-ten, gồm cả một ăng-ten radar thu phát sóng cao tần Yagi của hải quân cùng hai vòm che radar. Ngày 26 tháng 5 năm 2010, Trung Quốc phủ sóng mạng điện thoại trên đá này.
Từ năm 2014, Trung Quốc bắt đầu cải tạo mở rộng đá Chữ Thập (Fiery Cross Reef) thành đảo nhân tạo lớn nhất quần đảo Trường Sa, đặt tên là đảo Vĩnh Thử (永暑岛). Đảo này có diện tích 2,74 km² (tính đến tháng 7/2015) với tổng kinh phí hơn 73 tỉ nhân dân tệ (11,5 tỉ USD). Trung Quốc xây dựng trên đá Chữ Thập 9 cầu tàu, 2 bãi đáp trực thăng, 10 ăng ten liên lạc qua vệ tinh và một trạm radar. Đặc biệt là việc xây dựng một đường băng dài 3.125m và rộng 60m, là đường băng duy nhất đủ lớn cho máy bay ném bom chiến lược tại Trường Sa, cho phép quân đội Trung Quốc bao quát không phận rộng lớn từ Tây Thái Bình Dương gồm cả Guam (nơi có các căn cứ của Mỹ) đến Ấn Độ Dương. Tư lệnh Bộ Chỉ huy Thái Bình Dương của Mỹ (PACOM), Đô đốc Harry Harris, cho biết hiện các vỉa đá ngầm mà Trung Quốc chiếm giữ và xây dựng ở Biển Đông nhìn giống hệt các căn cứ cho máy bay chiến đấu, máy bay ném bom, tàu và hoạt động do thám..

## Tranh chấp
Ngày 6/11/2014, đại diện Bộ Ngoại giao Việt Nam đã gặp đại diện Đại sứ quán Trung Quốc tại Hà Nội trao công hàm phản đối Trung Quốc tiến hành các hoạt động cải tạo phi pháp trên bãi Chữ Thập thuộc quần đảo Trường Sa của Việt Nam.
Ngày 9/4/2015, bà Hoa Xuân Oánh, Người phát ngôn Bộ Ngoại giao Trung Quốc, cho biết hoạt động cải tạo đất và xây dựng tại quần đảo Trường Sa trên Biển Đông là để "xây dựng nơi trú ẩn, hỗ trợ điều hướng, tìm kiếm và cứu hộ, dịch vụ dự báo khí tượng hàng hải, dịch vụ nghề cá cùng thủ tục hành chính cần thiết cho Trung Quốc, các nước láng giềng cũng như chính các tàu đang hoạt động trên Biển Đông". Việc này "là cần thiết do rủi ro từ những cơn bão gây ra với nhiều tuyến hàng hải xa đất liền" và còn "đáp ứng nhu cầu phòng thủ quân sự" của Trung Quốc.
Ngày 16/4/2015, trả lời câu hỏi về phản ứng của Việt Nam về phát biểu của Người phát ngôn Bộ Ngoại giao Trung Quốc Hoa Xuân Oánh ngày 9/4/2015 về việc mở rộng các bãi đá ngầm ở Trường Sa, Người Phát ngôn Bộ Ngoại giao Lê Hải Bình cho biết Việt Nam đã nhiều lần giao thiệp với phía Trung Quốc, kể cả ở cấp cao về vấn đề này. Theo ông này, "Một lần nữa, chúng tôi tuyên bố Việt Nam có đầy đủ căn cứ pháp lý và bằng chứng lịch sử khẳng định chủ quyền của mình đối với quần đảo Hoàng Sa và Trường Sa. Mọi hành động xây dựng, mở rộng của nước ngoài ở các đảo, đá thuộc khu vực quần đảo Hoàng Sa và Trường Sa mà không được sự cho phép của Chính phủ Việt Nam là hoàn toàn phi pháp và vô giá trị. Việt Nam kiên quyết phản đối các hành động nêu trên và yêu cầu các bên liên quan nghiêm túc thực hiện Tuyên bố về ứng xử của các bên ở Biển Đông (DOC), đóng góp thiết thực vào việc duy trì hòa bình, ổn định ở Biển Đông".
Ngày 28/4/2015, Chủ tịch Hội nghị Cấp cao ASEAN lần thứ 26 ra tuyên bố chia sẻ lo ngại sâu sắc của các lãnh đạo ASEAN về việc tôn tạo, bồi đắp đang diễn ra ở Biển Đông, làm xói mòn lòng tin, sự tin cậy và phương hại đến hòa bình, an ninh và ổn định ở Biển Đông; khẳng định lại tầm quan trọng của việc duy trì hòa bình, ổn định, an ninh và tự do hàng hải và hàng không ở Biển Đông.
Thượng nghị sĩ Mỹ John McCain, Chủ tịch Ủy ban Quân lực Thượng viện Mỹ, lo ngại Trung Quốc sẽ quân sự hóa các đảo nhân tạo xây dựng phi pháp và tuyên bố một vùng nhận diện phòng không (ADIZ) ở Biển Đông để khẳng định yêu sách chủ quyền.
Thông cáo chung Hội nghị Bộ trưởng Ngoại giao ASEAN (AMM) 48, ra ngày 06/08/2015, tuyên bố "Chúng tôi ghi nhận lo ngại sâu sắc của một số Bộ trưởng đối với việc tôn tạo, bồi đắp ở Biển Đông, làm xói mòn lòng tin và sự tin cậy, gia tăng căng thẳng và có thể gây phương hại tới hòa bình, an ninh và ổn định ở Biển Đông". Thông cáo khẳng định tầm quan trọng của việc duy trì hòa bình, an ninh, ổn định, tự do hàng hải và hàng không ở Biển Đông, nhấn mạnh sự cần thiết đối với tất cả các bên trong việc bảo đảm thực hiện đầy đủ và hiệu quả toàn bộ các điều khoản của Tuyên bố về Ứng xử của các bên ở Biển Đông (DOC): xây dựng, duy trì và tăng cường lòng tin và sự tin cậy lẫn nhau; thực hiện kiềm chế đối với các hành động làm phức tạp và gia tăng các tranh chấp; không đe doạ hoặc sử dụng vũ lực; các bên liên quan giải quyết các bất đồng và tranh chấp bằng biện pháp hòa bình, phù hợp với các nguyên tắc được thừa nhận rộng rãi của luật pháp quốc tế, trong đó có Công ước Liên Hợp Quốc về Luật biển (UNCLOS) 1982. Thông cáo chung cũng nêu rõ các bên trông đợi việc thực hiện hiệu quả các biện pháp đã được nhất trí nhằm tăng cường lòng tin và sự tin cậy lẫn nhau cũng như tạo một môi trường thuận lợi cho việc duy trì hòa bình, an ninh và ổn định ở khu vực.

## Vũ trang hóa
Đài CNBC của Mỹ ngày 2-5-2018 dẫn các nguồn tin tình báo cho biết các tên lửa hành trình chống hạm YJ-12B và tên lửa đất đối không HQ-9B đã được Trung Quốc lắp đặt trên ba thực thể Đá Chữ Thập, Xu Bi, Đá Vành Khăn thuộc quần đảo Trường Sa.